# Dializa otrzewnowa
Dializa otrzewnowa – zabieg, który jest rodzajem dializy dla oczyszczenia krwi ze szkodliwych produktów metabolizmu z wykorzystaniem otrzewnej pacjenta jako błony przez którą płyn i rozpuszczone substancje we krwi są wymieniane (usuwane). Jest stosowana do usuwania nadmiaru płynów, korygowania poziomu elektrolitów i usuwania toksyn u osób z niewydolnością nerek. 
W swoim zamyśle zabieg jest podobny do zabiegu hemodializy, ale nie wymaga podawania heparyny. Ma doprowadzić do usunięcia z organizmu substancji toksycznych i w miarę możliwości pomóc w utrzymaniu adekwatnego bilansu płynowego. Jednak w tym przypadku półprzepuszczalną błoną dializacyjną jest otrzewna, która wyściela jamę brzuszną i pokrywa znajdujące się w niej narządy.
Dializa otrzewnowa ma lepsze wyniki niż hemodializa w ciągu pierwszych kilku lat jej stosowania i jest lepiej tolerowana od hemodializy przez pacjentów ze złożonymi wadami serca.
Do jamy brzusznej wprowadza się specjalnie przygotowany płyn dializacyjny. Wymagane jest założenie stałego dostępu poprzez stosowany najczęściej cewnik Tenckhoffa, który umieszcza się na stałe w jamie brzusznej pacjenta w miarę możliwości na dnie jamy otrzewnej, w zatoce Douglasa u kobiet lub w zagłębieniu odbytniczo-pęcherzowym u mężczyzn. Ten cewnik pozwala na swobodne wprowadzanie i wyprowadzanie płynu z otrzewnej. W chwili obecnej rzadziej już stosuje się cewniki typu TWH (Toronto Western Hospital), typu Ash, czy też cewniki Moncrief-Popovich.
Do dializ otrzewnownych kwalifikuje się większość pacjentów z niewydolnością nerek, samo leczenie zaś jest w pełni refundowane. Jest niewiele przeciwwskazań medycznych, które zabraniają na przeprowadzenie dializy otrzewnowej. Jedno z nich to przebycie zabiegu chirurgicznego w okolicach jamy brzusznej.

## Techniki implantowania cewników
Cewniki można implantować do jamy otrzewnej wykorzystując jedną z 4 technik:
- technikę chirurgiczną – najczęściej stosowana w przypadku zakładania tzw. przewlekłych cewników do dializ,
- technikę trokarową (Tenckhoffa) – szybka, stosowana jedynie dla cewników prostych,
- technikę z wykorzystaniem peritoneoskopu (endoskopowa) - coraz powszechniej wykorzystywana, jednak wymaga użycia specjalistycznego sprzętu (wideoskop i zestaw Y-TEC),
- technikę prowadnicową (metoda Seldingera) – stosowana obecnie tylko do zakładania tzw. ostrych cewników.

## Schematy prowadzenia dializy otrzewnowej
- ciągła ambulatoryjna dializa otrzewnowa (CADO)
- nocna/automatyczna dializa otrzewnowa (NADO/ADO)
- przerywana dializa otrzewnowa (PDO)
- ciągła cykliczna dializa otrzewnowa (CCDO)
- dializa typu "tidal" (TDO)
- ciągła ekwilibracyjna dializa otrzewnowa (CEDO)
- ciągła przepływowa dializa otrzewnowa (CPDO)

Przeprowadzenie dializy otrzewnowej
Podłączenie
Wlew dootrzewnowy płynu dializacyjnego
Czysty płyn dyfuzyjny w otrzewnej
Płyn dyfuzyjny w otrzewnej z produktami odpadowymi dyfundyfujące przez otrzewną z krwi
Usunięcie płynu dializacyjnego z jamy otrzewnej

## Powikłania dializy otrzewnowej

### Infekcyjne
- dializacyjne zapalenie otrzewnej
- zapalenie tunelu cewnika
- zapalenie okolicy cewnika
- grzybicze zapalenie otrzewnej
- gruźlicze zapalenie otrzewnej
- aseptyczne zapalenie otrzewnej

### Nieinfekcyjne
- mechaniczne
  - związane ze wzrostem ciśnienia śródbrzusznego (np. przepukliny)
  - niezwiązane ze wzrostem ciśnienia śródbrzusznego (np. uszkodzenie cewnika, perforacja jelit)
- metaboliczne
  - zaburzenia gospodarki wodno-elektrolitowej lub kwasowo-zasadowej
  - zaburzenia gospodarki węglowodanowej lub lipidowej
  - zaburzenia gospodarki hormonalnej
  - zaburzenia hemostazy
- złożone
  - stwardniające zapalenie otrzewnej